# Músculo largo del cuello
El músculo largo del cuello (Longus colli) que está situado en la superficie anterior de la columna vertebral, entre el atlas y la tercera vértebra torácica.
En el medio es ancho y estrecho, consta de tres porciones:
- La porción oblicua superior surge de los tubérculos anteriores de los procesos transversos de las vértebras C3, C4 y C5, ascendiendo oblicuamente con una inclinación medial, se inserta mediante un tendón estrecho en el tubérculo anterior del atlas.
- La porción oblicua inferior, la parte más pequeña del músculo, surge del frente de los cuerpos de las primeras dos o tres vértebras torácicas; y ascendiendo oblicuamente en dirección lateral, se inserta en los tubérculos anteriores de las apófisis transversas de las vértebras C5 y C6.
- La porción vertical surge, abajo, de la parte delantera de los cuerpos de las tres vértebras torácicas superiores (T1-T3) y las tres cervicales inferiores (C5-C7), y se inserta en la parte delantera de los cuerpos de las vértebras cervicales C2, C3 y C4.

Es generalmente herido en la parte trasera por latigazos cervicales, usualmente como resultado de un accidente automovilístico.
Este músculo está enfrente de la columna y algunos científicos creen que puede causar que algunos pacientes con latigazos cervicales tengan una curvatura antinatural en el cuello del paciente.

Puede ocurrir tendinitis calcificada aguda en este músculo. Inicia con un dolor agudo de cuello, rigidez, disfagia y odinofagia, y debe distinguirse del absceso retrofaríngeo y otras afecciones siniestras. El diagnóstico por imágenes se realiza mediante CT o MRI, que demuestra calcificación en el músculo además de edema retrofaríngeo. El tratamiento es con antiinflamatorios no esteroideos.

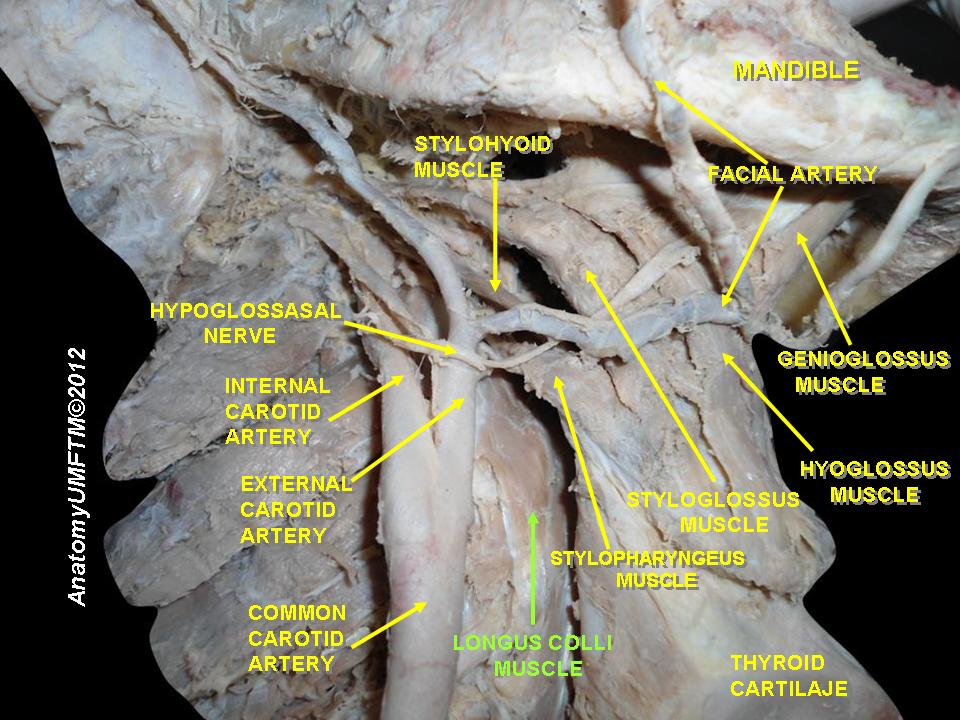
Longus colli Músculo
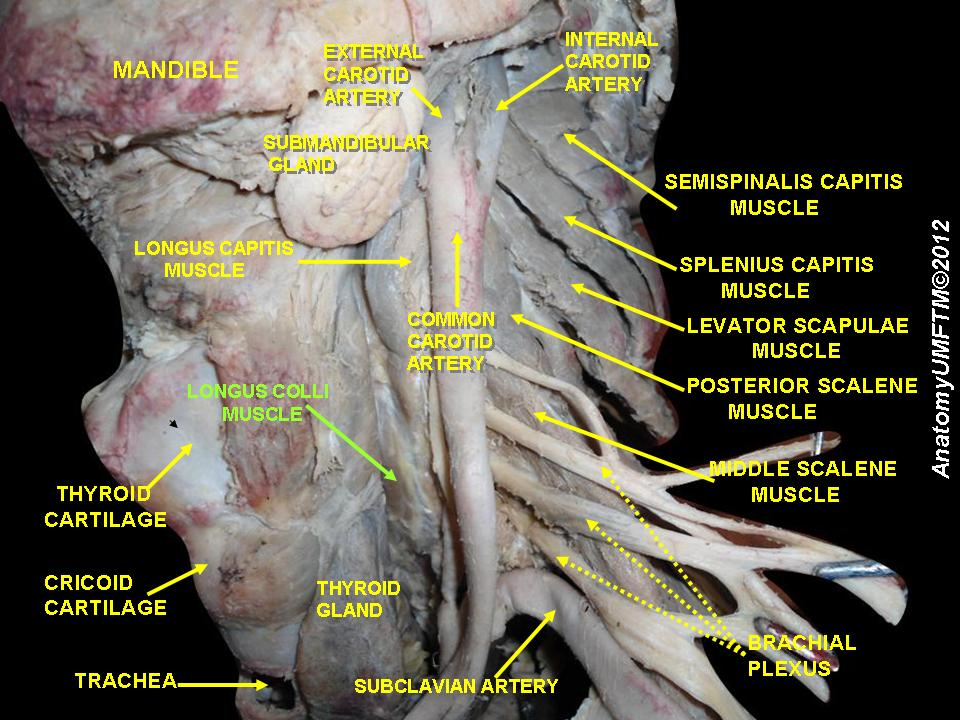
Longus colli Músculo
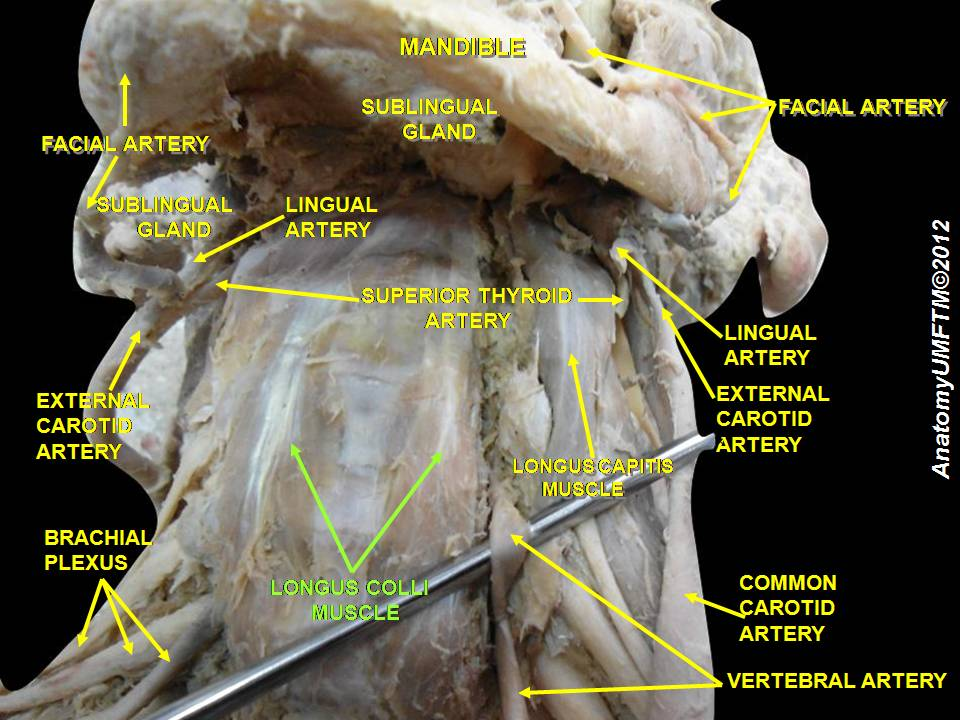
Longus colli Músculo

Este artículo contiene texto de dominio público de la página 394 de la vigésima edición de Anatomía de Gray (1918).
- PTCentral
- Base de datos de daño espinal

- Datos: Q1055797
- Multimedia: Longus colli muscles / Q1055797